# Cicadófita
As Cicadófitas (divisão Cycadophyta) são plantas tradicionalmente classificadas como gimnospérmicas, por produzirem sementes "nuas", ou seja, não encerradas num ovário. São plantas com folhas coriáceas que se assemelham às das palmeiras - as de maiores dimensões - ou  aos fetos (samambaias). Têm um caule lenhoso, denominado paquicaule, que pode ser aéreo ou subterrâneo, com um crescimento muito lento.
Encontram-se neste grupo plantas muito apreciadas para ornamentação, como os Encephalartos e as "palmeiras-sago" ("sago palm" em inglês), não só pelo seu aspecto geral, mas também por as suas inflorescências serem, em geral, grandes cones com a mesma forma das pinhas, muitas vezes com belas cores vivas, entre o amarelo e o cor-de-laranja.
Embora haja registos fósseis de cicadófitas desde o período Pérmico da era Paleozóica, elas foram especialmente abundantes na era Mesozóica, especialmente durante o período Jurássico - também conhecido como Idade das Cicadófitas. Actualmente encontram-se em todas as regiões tropicais e subtropicais do mundo, mas com áreas de distribuição muito restritas.

## Biologia
Apesar de tecnicamente serem consideradas plantas lenhosas, as cicadófitas possuem um paquicaule, um tronco grosso mas macio, formado principalmente por tecidos de reserva. As folhas são abastecidas em água e nutrientes através de nervuras que se separam do lado do tronco oposto ao seu ponto de inserção, cercando-o. Estas nervuras em cintura ocorrem em alguns fetos, mas não são conhecidas em mais nenhuma espermatófita.
As raizes são heteromórficas - as cicadófitas possuem:
- Raízes contrácteis - presentes especialmente nas plantas juvenis e que servem para manter subterrâneo o sensível apex da planta em crescimento, dando-lhe assim protecção contra a secura ou os fogos que são frequentes em muitas regiões onde elas se desenvolvem;
- Raízes coralóides (por serem avermelhadas) - com curtas ramificações dicotómicas e crescimento apogeotrópico (que crescem em direcção à superfície do solo), que albergam as cianofíceas simbiontes que lhes ajudam a fixar o nitrogênio do ar, contribuindo assim, não só para a nutrição da planta, mas também para enriquecer o solo; e
- Raízes normais - que servem principalmente para fixar a planta ao solo.

As cicadófitas são plantas dióicas, ou seja, as estruturas reprodutivas masculinas e femininas nascem em plantas separadas. Como já foi referido, estas estruturas são semelhantes às pinhas (excepto na família Cycadaceae), formados por folhas modificadas, abertas, onde se formam os óvulos e o pólen - os esporófilos.
Os microsporófilos (as "flores" masculinas) formam os esporângios na sua face inferior (ou abaxial). Os esporângios deixam sair o pólen por fendas, que se abrem quando aquele está maduro. Os grãos de pólen são cimbiformes, monosulcados e apresentam simetria bilateral. Os anterozóides são grandes, multiflagelados e móveis.
Os megasporófilos (as "flores" femininas) das Cycadaceae apresentam as folhas férteis organizadas em roseta, com crescimento contínuo. As sementes são grandes e têm um tegumento com duas camadas, uma interna, lenhosa e uma externa, muitas vezes colorida e carnuda. O endosperma é haplóide (derivado do gametófito) e o embrião tem dois cotilédones, geralmente unidos pelas extremidades; a germinação é criptocotular.

## Ecologia
As cicadófitas desenvolvem-se em diferentes habitates, mas geralmente em regiões tropicais. Algumas espécies crescem no interior das florestas, tanto em florestas tropicais, como em florestas “secas”, ocasionalmente chegando à parte superior da floresta. Outras vivem em pequenos grupos em savanas e as espécies de Encephalartos, endémicas da África oriental, desenvolvem-se em regiões subáridas e podem suportar geada e até neve.
As interacções biológicas entre as cicadófitas são muito importantes, uma vez que asseguram a polinização, dispersão das sementes e a aquisição de nutrientes nitrogenados. Durante muito tempo, pensou-se que a polinização das cicadófitas era anemófila e, portanto, um acontecimento difícil de acontecer nas plantas que vivem dentro de florestas onde sopra muito pouco vento. No entanto, investigaçõe recentes demonstraram que vários insetos pequenos são os responsáceis pela polinização e algumas espécies de cicadófitas produzem calor ou odores para atrair estes vectores animais.
As sementes das cicadófitas são grandes e ostentam muitas vezes cores vivas, como vermelho, púrpura ou amarelas, que ficam patentes nos grandes cones onde podem ser atraídos por aves e mamíferos que ajudam na sua dispersão.
Outra das interacções biológicas que as cicadófitas desenvolveram foi a associação com bactérias fotossintéticas, como a Anabaena. Estas cianobactérias encontram-se em raizes modificadas, com a aparência de coral, as raízes coralóides. Estas raízes crescem para fora do solo, ficando assim expostas à luz solar, que as cianobactérias usam na fotossíntese. Em contrapartida, as bactérias fornecem à planta os nutrientes nitrogenados de que ela necessita.

### Muitas cicadófitas encontram-se à beira da extinção
Apesar de terem sido muito abundantes em tempos pré-históricos, actualmente existem muito poucas espécies de cicadófitas e algumas encontram-se à beira da extinção (como as Microcycas em Cuba). Os perigos que elas encaram são a destruição dos seus habitats, como as  florestas tropicais, e o seu lento crescimento e reprodução infrequente.
No entanto, como elas têm um aspecto atractivo, com as suas folhas grandes e lustrosas, muitas cicadófitas foram adoptadas por jardins públicos e privados em todo o mundo. Várias instituíções têm programas para a reprodução artificial de várias espécies, mas esse esforço não é suficiente, uma vez que é necessário manter a diversidade genética das populações naturais. Neste momento, de forma a proteger as populações naturais, cinco géneros estão cobertos por leis internacionais que proíbem o comércio de sementes selvagens.

## Famílias de cicadófitas
Existem actualmente três famílias de cicadófitas, com as características listadas abaixo:
- Cycadaceae
  - Esporófilos femininos não agregados em cones
  - Folíolos com uma única nervura central, sem ramificações
  - Germinação platispérmica
  - Carpófilos multi-ovulados
  - Óvulos ascendentes
  - Estípulas ausentes
  - Vernação circinada
- Zamiaceae
  - Esporófilos femininos agregados em cones
  - Folíolos com nervuras ramificadas
  - Germinação radiospérmica
  - Carpófilos bi-ovulados
  - Óvulos invertidos
  - Estípulas ausentes
  - Vernação simples
- Stangeriaceae
  - Esporófilos femininos agregados em cones
  - Folíolos com nervuras ramificadas
  - Germinação radiospérmica
  - Carpófilos bi-ovulados
  - Óvulos invertidos
  - Estípulas presentes
  - Vernação circinada